# Bow Lake (Alberta)
Der Bow Lake ist ein 3,1 km² großer See im Westen der kanadischen Provinz Alberta. 

## Lage
Der See wird von Gletschern wie dem Crowfoot-Gletscher gespeist und fließt durch den Bow River ab. Er liegt als einer von vielen Seen am Icefields Parkway im Banff-Nationalpark in den Kanadischen Rocky Mountains auf einer Höhe von 1920 m.
Weitere bekannte Seen am Icefields Parkway sind Lake Louise, Peyto Lake, Moraine Lake und Sunwapta Lake.